# Кип'ячка (Тернопільський район)
Кип'я́чка — село в Україні, у Великогаївській сільській громаді Тернопільського району Тернопільської області. Розташоване в центральній частині району. До 2015 підпорядковане Великоберезовицькій селищній раді.
Населення — 282 осіб (2014).

## Історія
Відоме від 17 ст. Назва, імовірно, походить від староукраїнського терміну «кип'ячка» (нафта), вживаного у 17 ст.
1 серпня 1934 року в рамках реформи на підставі нового закону про самоуправління (23 березня 1933 року) увійшло до нової сільської гміни Баворів (Тернопільський повіт Тернопільського воєводства).
12 червня 2020 року, відповідно до розпорядження Кабінету Міністрів України № 724-р «Про визначення адміністративних центрів та затвердження територій територіальних громад Тернопільської області» увійшло до складу Великогаївської сільської громади.
19 липня 2020 року, в результаті адміністративно-територіальної реформи та ліквідації Тернопільського району, село увійшло до складу новоутвореного Тернопільського району.

## Населення
Згідно з переписом УРСР 1989 року чисельність наявного населення села становила 282 особи, з яких 135 чоловіків та 147 жінок.
За переписом населення України 2001 року в селі мешкала 231 особа.

### Мова
Розподіл населення за рідною мовою за даними перепису 2001 року:
| Мова       | Відсоток |
| ---------- | -------- |
| українська | 99,57 %  |
| російська  | 0,43 %   |

## Пам'ятки

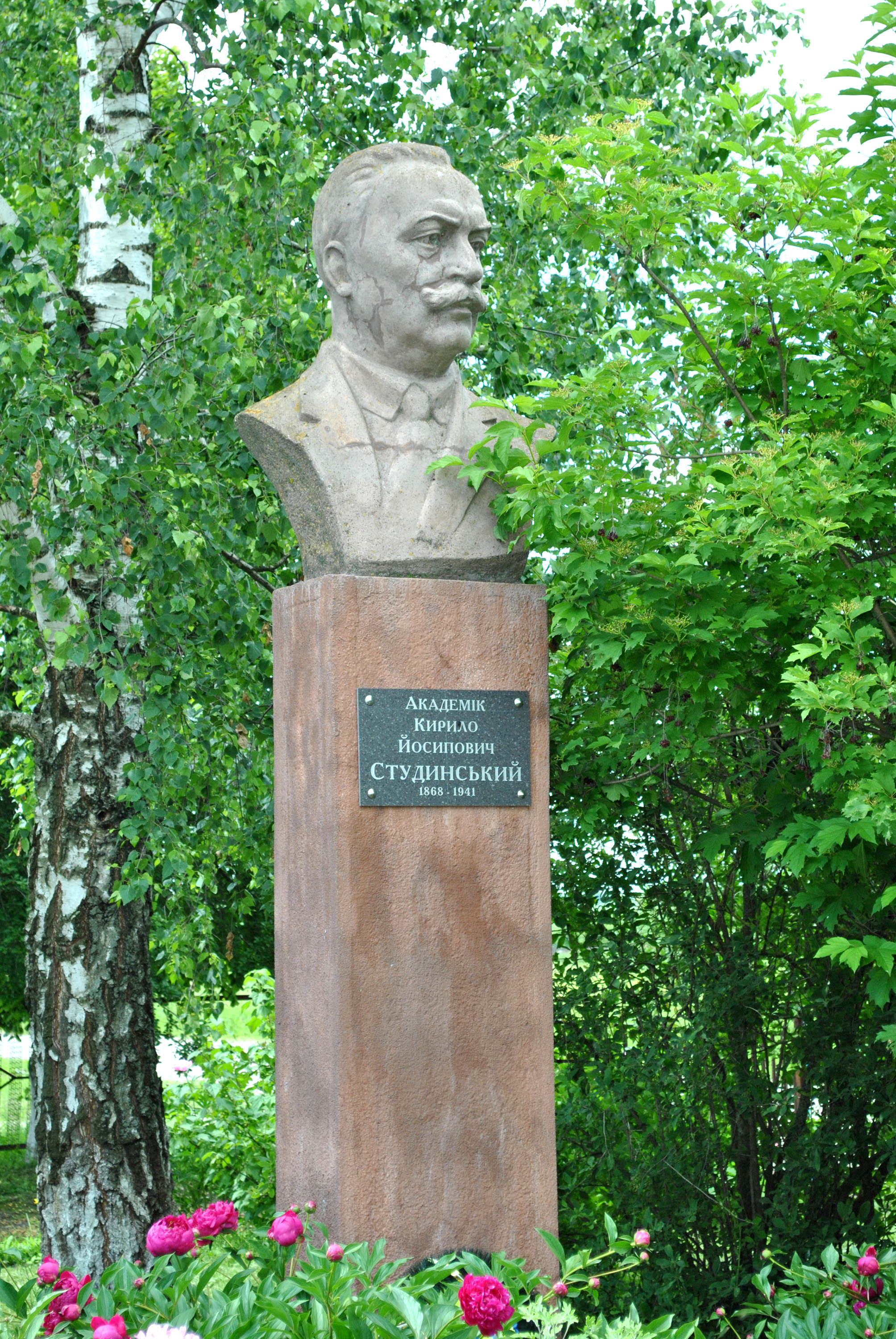
Пам'ятник академіку, мовознавцю, літературознавцю, фольклористу Кирилові Студинському біля школи

Є церква Різдва Пресвятої Богородиці (1772; кам'яна). Споруджено пам'ятник уродженцеві села К. Студинському (1993, скульптор І. Мулярчук), памʼятний хрест на честь святої Тверезості, придорожні хрести, монумент у вигляді козацького кургану з «фігурою» Божої Матері та хрестом воякам УПА (1993, архітектор Д. Мулярчук).

## Соціальна сфера
Діють загальноосвітня школа І ступеня, клуб, бібліотека, ФАЛ, кімната-музей Кирила Студинського.

## Відомі люди

### Народилися
- Студинський Кирило (1868–1941) — український філолог-славіст, літературознавець, мовознавець, фольклорист, письменник, громадський діяч;
- Королишин Мирон (1913–1995) — громадський діяч, дослідник історії Української революції 1917–1920 рр. у діаспорі, редактор часопису гетьманського руху «Батьківщина» (м. Торонто, Канада)[7];
- Небесний Василь (1927–2004) — громадсько-політичний діяч, член ОУН[8];
- Щавурський Борис (нар. 1963) — поет, автор книжок: «Мідяки», «…Правий берег сумної ріки», численних публікацій у періодиці[9].

### Працювали
- Степан Слюзар (нар. 1950) — український журналіст.

### Померли
- Музика Степан — член ОУН, станичний

## Галерея

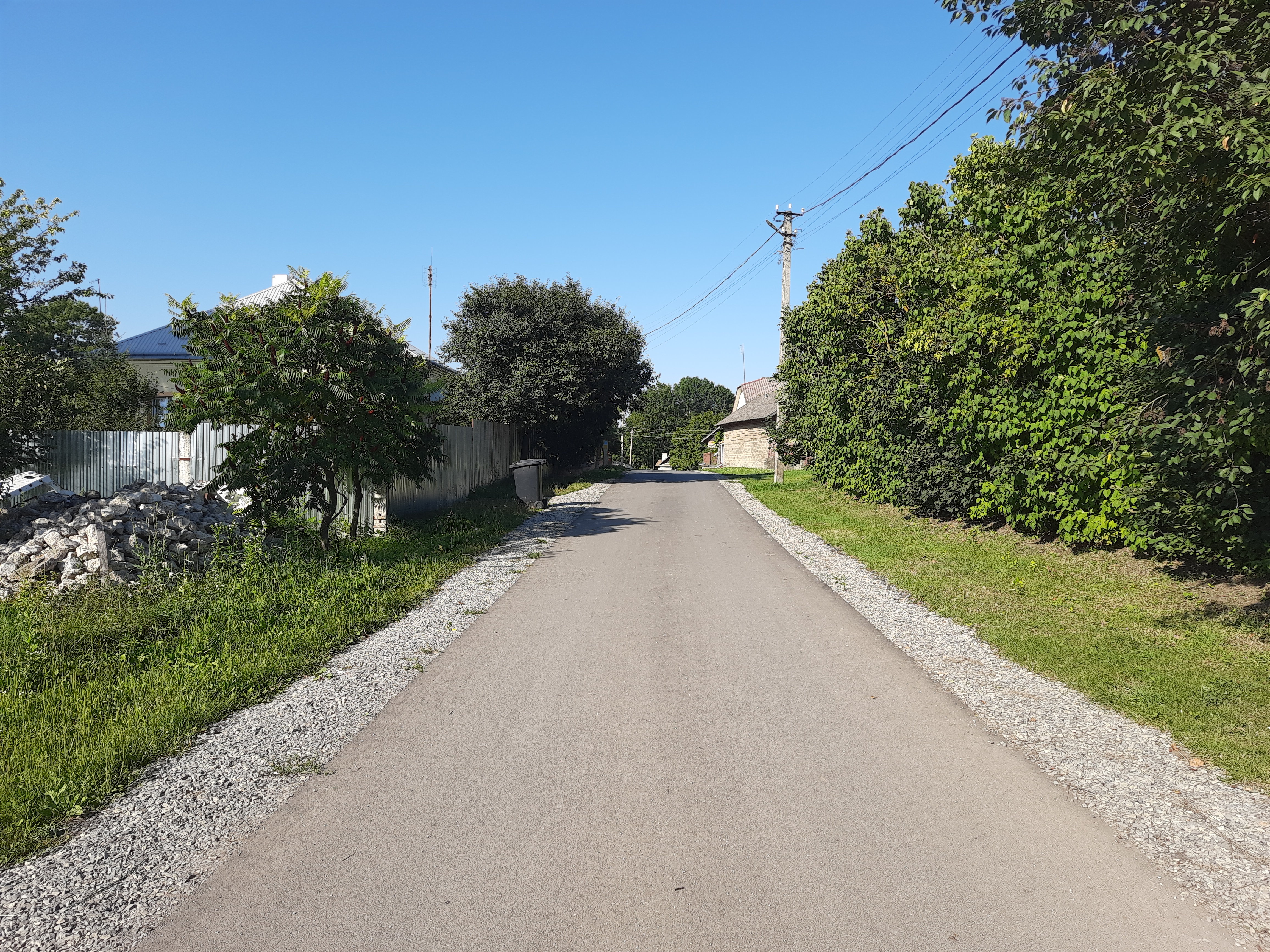
Сільська вулиця
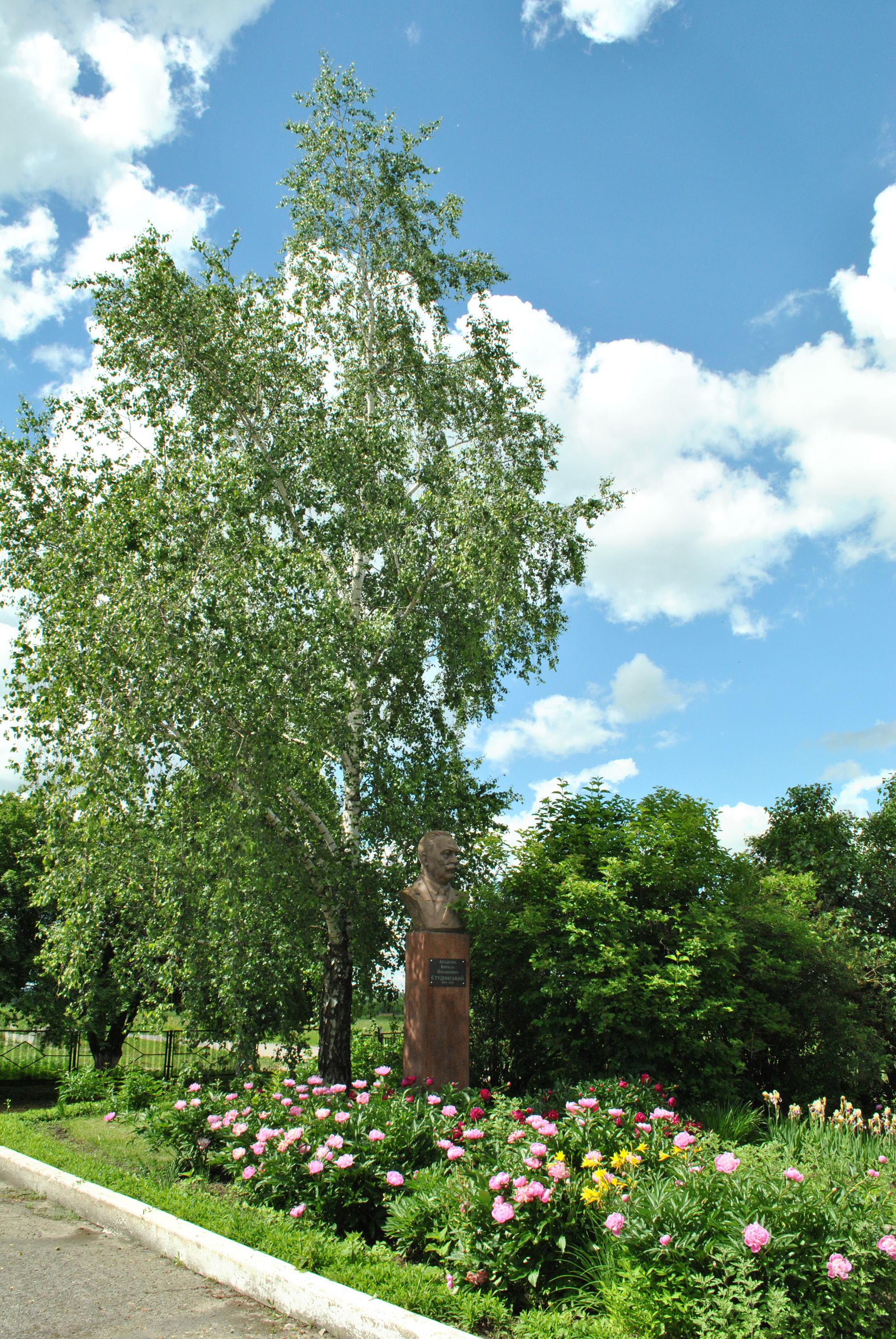
Вид на пам'ятник Кирилові Студинському
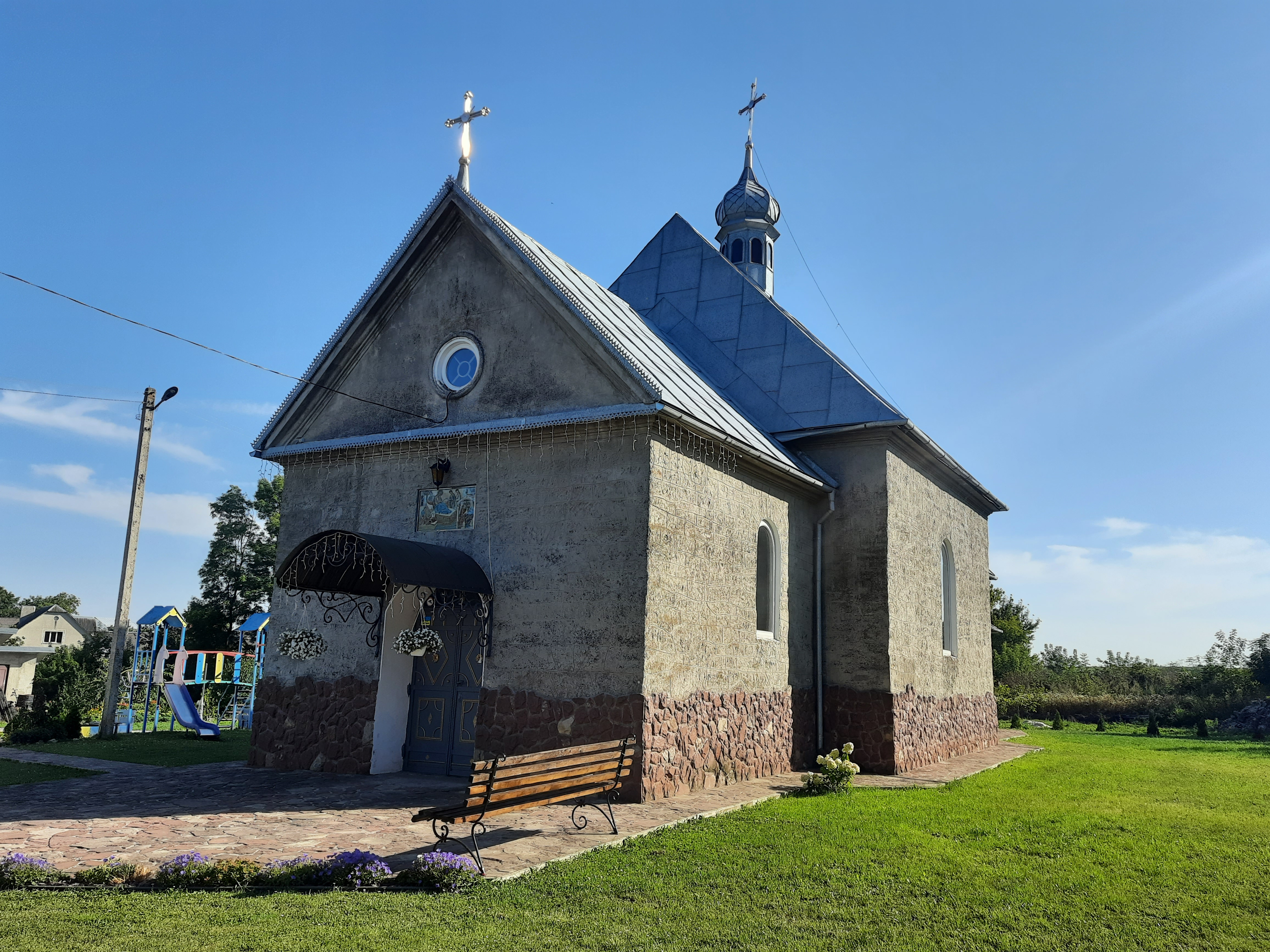
Церква Різдва Пресвятої Богородиці
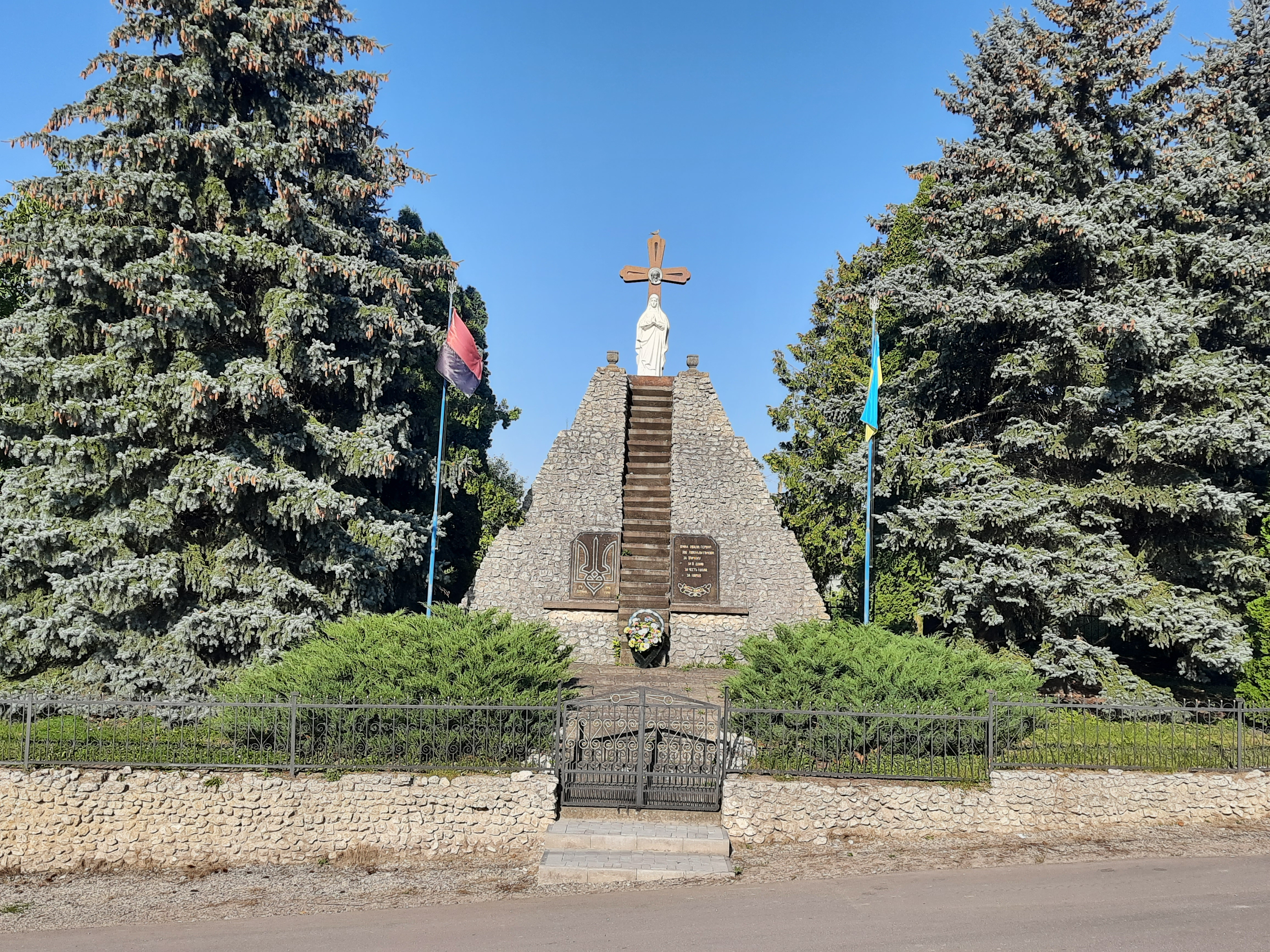
Пам'ятний знак Борцям за волю України
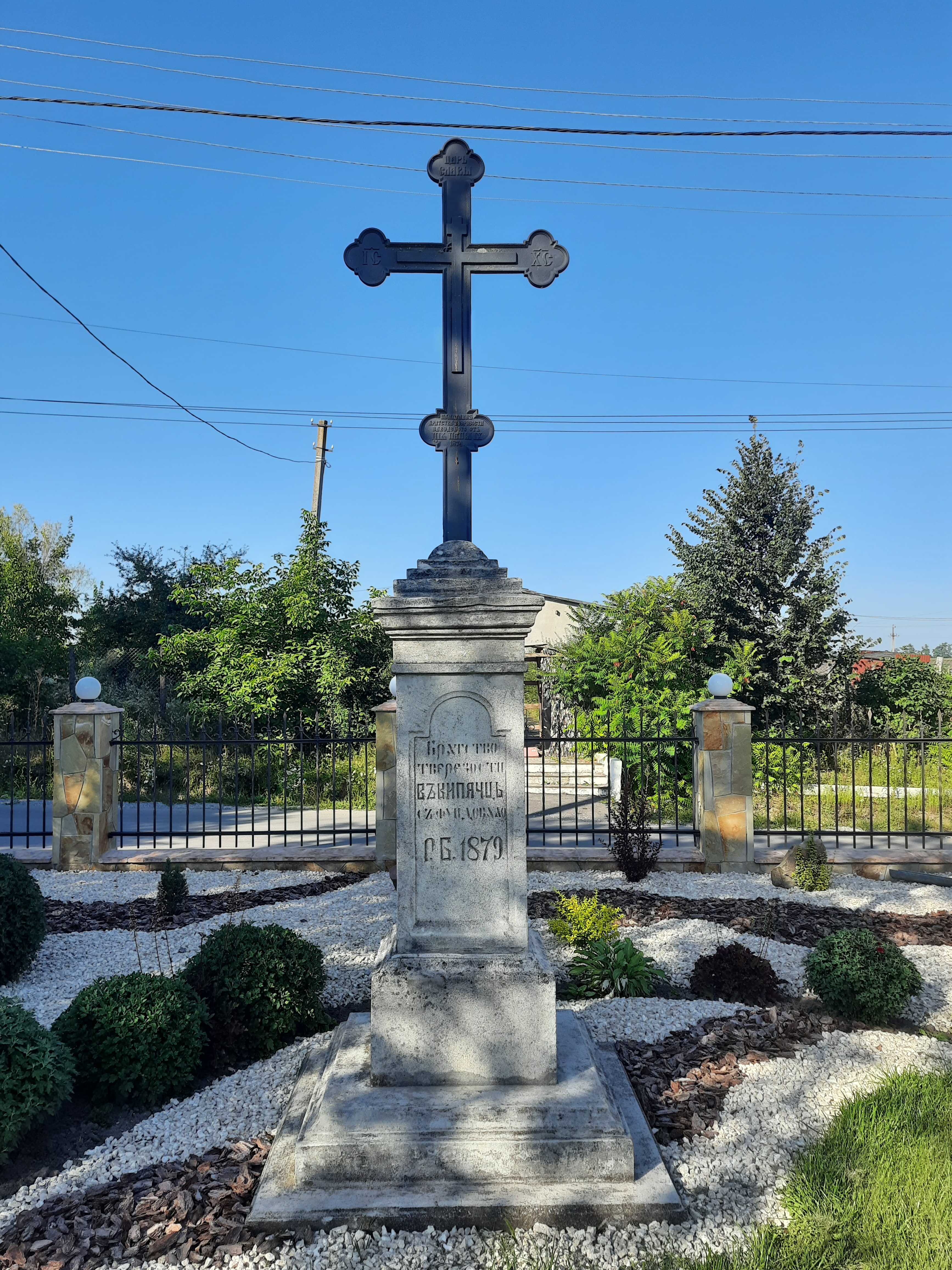
Пам'ятний хрест братства тверезості 1879р
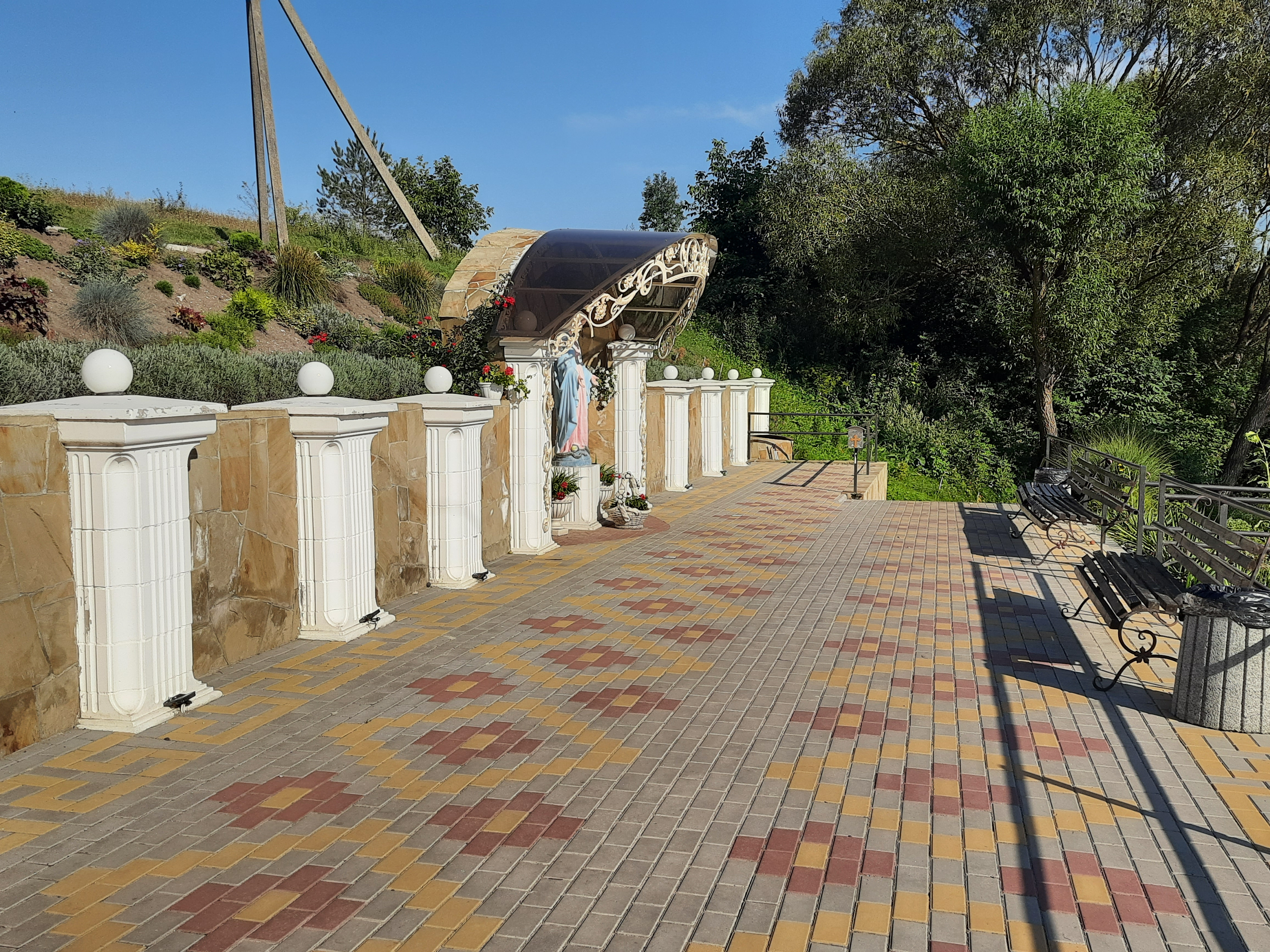
Джерело Божої любові
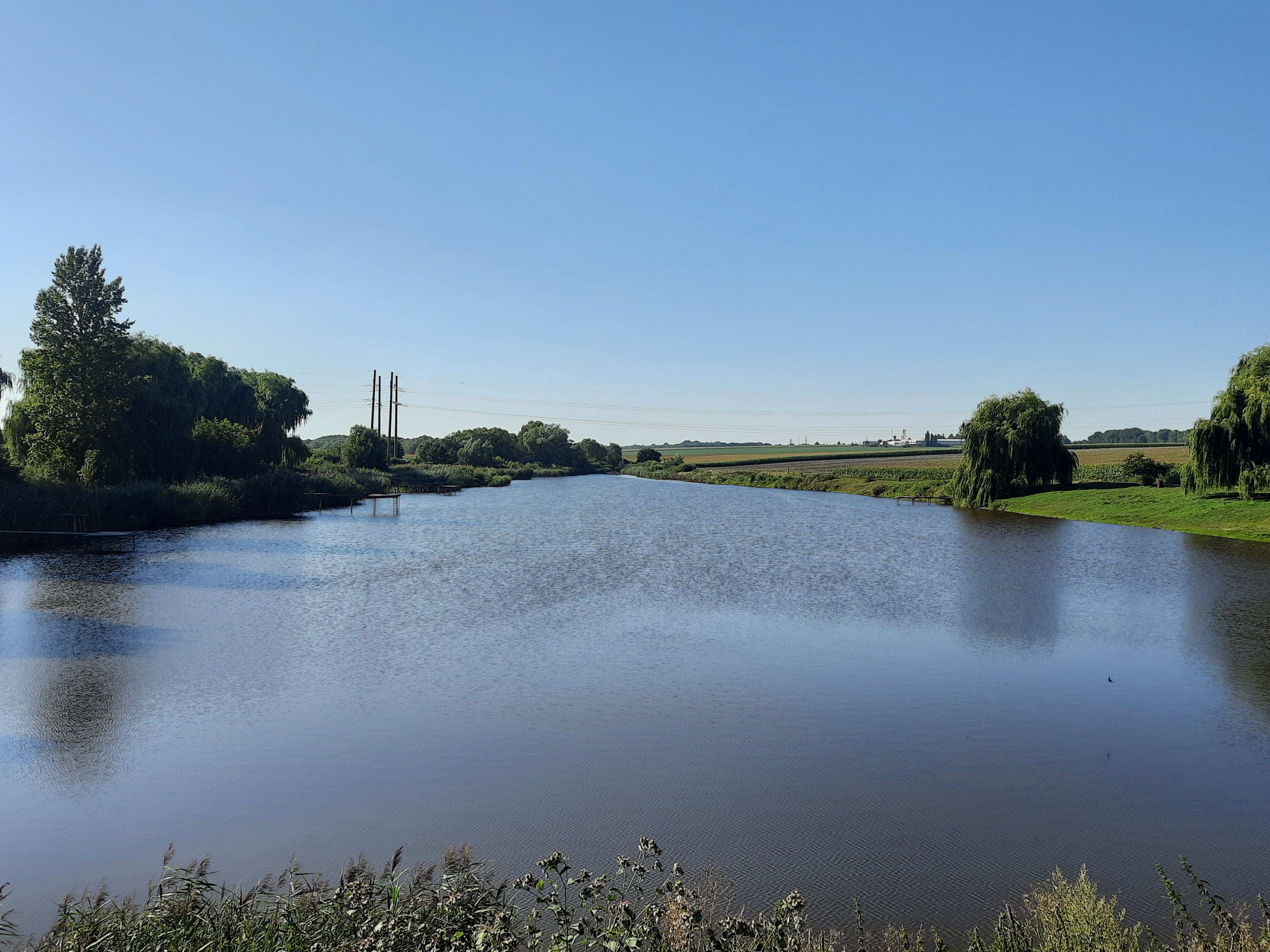
Став біля села